# Mysis caspia
Mysis caspia is een aasgarnalensoort uit de familie van de Mysidae. De wetenschappelijke naam van de soort is voor het eerst geldig gepubliceerd in 1895 door G.O. Sars.